# Amaranthe (album)
Amaranthe is het debuutalbum van de Zweedse melodische deathmetal/powermetal band Amaranthe. Het album was uitgebracht op 13 april 2011 (iTunes release: 11 april 2011) en bereikte de 35e plaats in de Zweedse charts, terwijl het de 16e plaats bereikte in de Finse charts. Het album kwam ook bovenaan de Japanse Import charts en versloeg daarmee Lady Gaga. In september 2011 werd aangekondigd dat een speciale editie van het album in oktober uitgebracht zou worden en dat er 2 bonustracks en een DVD bij zouden worden geleverd.

## Bandleden
- Elize Ryd - zang
- Jake E - zang
- Andreas Solveström - zang
- Olof Mörck - gitaren & toetsen
- Morten Løwe Sørensen - drums
- Johan Andreassen - basgitaar

## Tracklist
Alle muziek en teksten zijn geschreven door Olof Mörck en Jake E.. 
| Nr. | Titel                   | Duur |
| --- | ----------------------- | ---- |
| 1.  | Leave Everything Behind | 3:19 |
| 2.  | Hunger                  | 3:13 |
| 3.  | 1.000.000 Lightyears    | 3:16 |
| 4.  | Automatic               | 3:26 |
| 5.  | My Transition           | 3:50 |
| 6.  | Amaranthine             | 3:30 |
| 7.  | Rain                    | 3:45 |
| 8.  | Call Out My Name        | 3:17 |
| 9.  | Enter the Maze          | 4:05 |
| 10. | Director's Cut          | 4:44 |
| 11. | Act of Desperation      | 3:05 |
| 12. | Serendipity             | 3:26 |

| Nr. | Titel                 | Duur |
| --- | --------------------- | ---- |
| 13. | Breaking Point        | 3:41 |
| 14. | A Splinter in My Soul | 3:42 |

## DVD
Muziekvideo's
- Hunger
- Amaranthine

Extra's
- Behind the Scenes - The Making of Hunger
- 2011 European Tour Documentary
- Album Recording Studio Diaries

## Charts

### Album
| Chart (2011) | Positie |
| ------------ | ------- |
| Zweden       | 35      |
| Finland      | 16      |

## Versiegeschiedenis
| Land             | Datum           |
| ---------------- | --------------- |
| Europa           | 13 april 2011   |
| Japan            | 8 juni 2011     |
| Verenigde Staten | 6 november 2012 |